# 13.º Congreso sobre Prevención del Delito y Justicia Penal
Del 12 al 19 de abril de 2015, Catar fue el anfitrión del 13.º Congreso de las Naciones Unidas sobre Prevención del Delito y Justicia Penal que se celebró en Doha y congregó a gobiernos, encargados de la formulación de políticas y expertos para que intercambien experiencias e intensifiquen la cooperación internacional en la lucha contra la amenaza de la delincuencia organizada transnacional.

## 13.º Congreso sobre Prevención del Delito y Justicia Penal
Del 12 al 19 de abril de 2015, Catar fue el anfitrión del 13.º Congreso de las Naciones Unidas sobre Prevención del Delito y Justicia Penal que se celebró en Doha.

Los Estados Miembros adoptan la Declaración de Doha
- Documento A/CONF.222/L.6
- Declaración del Director Ejecutivo de la UNODC, Yury Fedotov en inglés
- Ver el vídeo en inglés

Prevenir la criminalidad, clave para el desarrollo sostenible
Para los ciudadanos de todas partes la protección contra la delincuencia y la violencia tiene la máxima prioridad.
Las actividades delictivas socavan la autoridad del Estado ya que fomentan la corrupción y causan daños a la economía legítima. Esto tiene repercusiones en la calidad de vida de los ciudadanos, en particular de los pobres, las mujeres y los niños. La existencia de sistemas de justicia penal eficaces y el respeto del estado de derecho son esenciales para lograr el desarrollo sostenible.
En un mundo interconectado y globalizado el carácter transnacional de la delincuencia es uno de los principales desafíos que enfrentan los países.
La comunidad internacional sigue examinando la Agenda para el Desarrollo después de 2015 y, en ese sentido, el 13º Congreso de las Naciones Unidas sobre Prevención del Delito y Justicia Penal examinará la mejor manera de integrar la prevención del delito y la justicia penal en la agenda más amplia de las Naciones Unidas. El Congreso se centrará en los vínculos entre la seguridad, la justicia y el estado de derecho, y en el logro de un mundo mejor y más equitativo.
Organización de las Naciones Unidas

### Noticias
- UNODC presenta iniciativa para el combate a terroristas extranjeros

### Campaña «¡Es delito!»
- Los delitos contra la vida silvestre

## Temas del programa de 2015
- Éxitos y problemas en la aplicación de políticas y estrategias amplias de prevención del delito y justicia penal para promover el estado de derecho a nivel nacional e internacional y para apoyar el desarrollo sostenible;
- Cooperación internacional, incluso a nivel regional, para combatir la delincuencia organizada transnacional;
- Enfoques amplios y equilibrados para prevenir y afrontar adecuadamente formas nuevas y emergentes de delincuencia transnacional;
- Enfoques nacionales de la participación pública en el fortalecimiento de la prevención del delito y la justicia penal.

## 60 años de Congresos de las Naciones Unidas sobre Prevención del Delito
Descargue el folleto «Congresos de las Naciones Unidas sobre prevención del delito y justicia penal 1955 – 201: 60 años de logros»
| Año  | Ciudad    | País        | |
| ---- | --------- | ----------- | --- |
| 1955 | Ginebra   | Suiza       | El Primer Congreso aprobó las Reglas Mínimas para el Tratamiento de los Reclusos. |
| 1960 | Londres   | Reino Unido | El Segundo Congreso recomendó servicios especiales de policía para prevenir la delincuencia infantil. |
| 1965 | Estocolmo | Suecia      | El Tercer Congreso analizó la relación entre la delincuencia y la evolución social. |
| 1970 | Kyoto     | Japón       | El Cuarto Congreso exhortó a que se mejorara la planificación de la prevención del delito para el desarrollo económico y social. |
| 1975 | Ginebra   | Suiza       | El Quinto Congreso aprobó la Declaración sobre la Protección de Todas las Personas contra la Tortura y Otros Tratos o Penas Crueles, Inhumanos o Degradantes. |
| 1980 | Caracas   | Venezuela   | En el marco del tema “La prevención del delito y la calidad de la vida”, el Sexto Congreso reconoció que la prevención del delito debía basarse en las circunstancias sociales, culturales, políticas y económicas de los países. |
| 1985 | Milán     | Italia      | El Séptimo Congreso aprobó el Plan de Acción de Milán y varias reglas y normas nuevas de las Naciones Unidas en el marco del tema “Prevención del delito para la libertad, la justicia, la paz y el desarrollo.” |
| 1990 | La Habana | Cuba        | El Octavo Congreso recomendó la adopción de medidas contra la delincuencia organizada y el terrorismo en el marco del tema “La cooperación internacional en materia de prevención del delito y justicia penal en el siglo XXI”. |
| 1995 | El Cairo  | Egipto      | El Décimo Congreso aprobó la Declaración de Viena en la que los Estados miembros se comprometieron a fortalecer la cooperación internacional en la lucha contra la delincuencia transnacional y la reforma de la justicia penal. |
| 2000 | Viena     | Austria     | El Décimo Congreso aprobó la Declaración de Viena en la que los Estados miembros se comprometieron a fortalecer la cooperación internacional en la lucha contra la delincuencia transnacional y la reforma de la justicia penal. |
| 2005 | Bangkok   | Tailandia   | El 11° Congreso aprobó la Declaración de Bangkok, un documento político crucial en el que se sientan las bases de la coordinación y cooperación internacionales con miras a prevenir y combatir la delincuencia y se imparten directrices para fortalecer esa coordinación y cooperación. |
| 2010 | Salvador  | Brasil      | El 12° Congreso destacó el papel fundamental del sistema de justicia penal en el desarrollo, subrayó la necesidad de un enfoque holístico respecto de la reforma del sistema judicial penal con objeto de reforzar la capacidad de los sistemas de justicia penal en la lucha contra el delito, y determinó medios de prevenir y controlar las nuevas formas de delincuencia en todo el mundo. |
| 2015 | Doha      | Catar       | |